# 小垣江站
小垣江站（日语：／ Ogakie eki */?）是位於愛知縣刈谷市小垣江町下半之木，名古屋鐵道（名鐵）的三河線車站。車站編號為MU04。

## 歷史
- 1914年（大正3年）2月5日 - 三河鐵道刈谷新站（現時為刈谷站）至大濱港站（現時為碧南站）之間開業，此站啟用[1]。
- 1927年（昭和2年）
  - 5月19日 - 由於建設歐洲無線電報站（依佐美送信所），連接依佐美村（日语：依佐美村）大字高須山之田的2.5公里專用線開通[1]。
  - 7月11日 - 專用線開始運行[1]。
  - 9月30日 - 專用線結束運行。撒走路軌[1]。
- 1941年（昭和16年）6月1日 - 三河鐵道合併至名古屋鐵道，成為名古屋鐵道三河線車站。
- 1977年（昭和52年）5月25日 - 結束貨物業務[1]。
- 1985年（昭和60年）2月 - 成為特殊勤務車站（設有車站職員當值日期不詳）[1]。
- 2002年（平成14年）7月6日 - 進行前川河道整治工程，此站配線變更[1]。
- 2005年（平成17年）9月14日 - 引入車站集中管理系統（日语：駅集中管理システム），車站大樓改建並成為無人車站[1]。車站可以使用交通儲值卡「Trans Pass（日语：トランパス (交通プリペイドカード)）」。
- 2011年（平成23年）2月11日 - 車站可以使用「manaca」IC卡。
- 2012年（平成24年）2月29日 - 交通儲值卡「Trans Pass」的服務終止，此站也不可使用其儲值卡。

## 車站構造
本站為地面車站，設有1面2線的島式月台。可進行列車交會。車站引入了車站集中管理系統（由知立站管理）的無人車站。。在2002年7月，近刈谷市一方的前川進行河道整治工程，在工程前此站至橋部分為雙線鐵路。此外，站前開展再開發項目，建設大型站前迴旋路。
舊車站的屋頂的獸面瓦中刻有三河鐵道的社紋。共有9片，在舊站房拆卸後把各1片保存在名鐵資料館與高濱市陶器之里Kawara美術館。其餘7片現時不知所終，其中一些在拆毀過程中被盜去。
| 月台 | 路線           | 上下行 | 方向     |
| ---- | -------------- | ------ | -------- |
| 1    | 三河線（海線） | 下行   | 知立方向 |
| 2    | 三河線（海線） | 上行   | 碧南方向 |

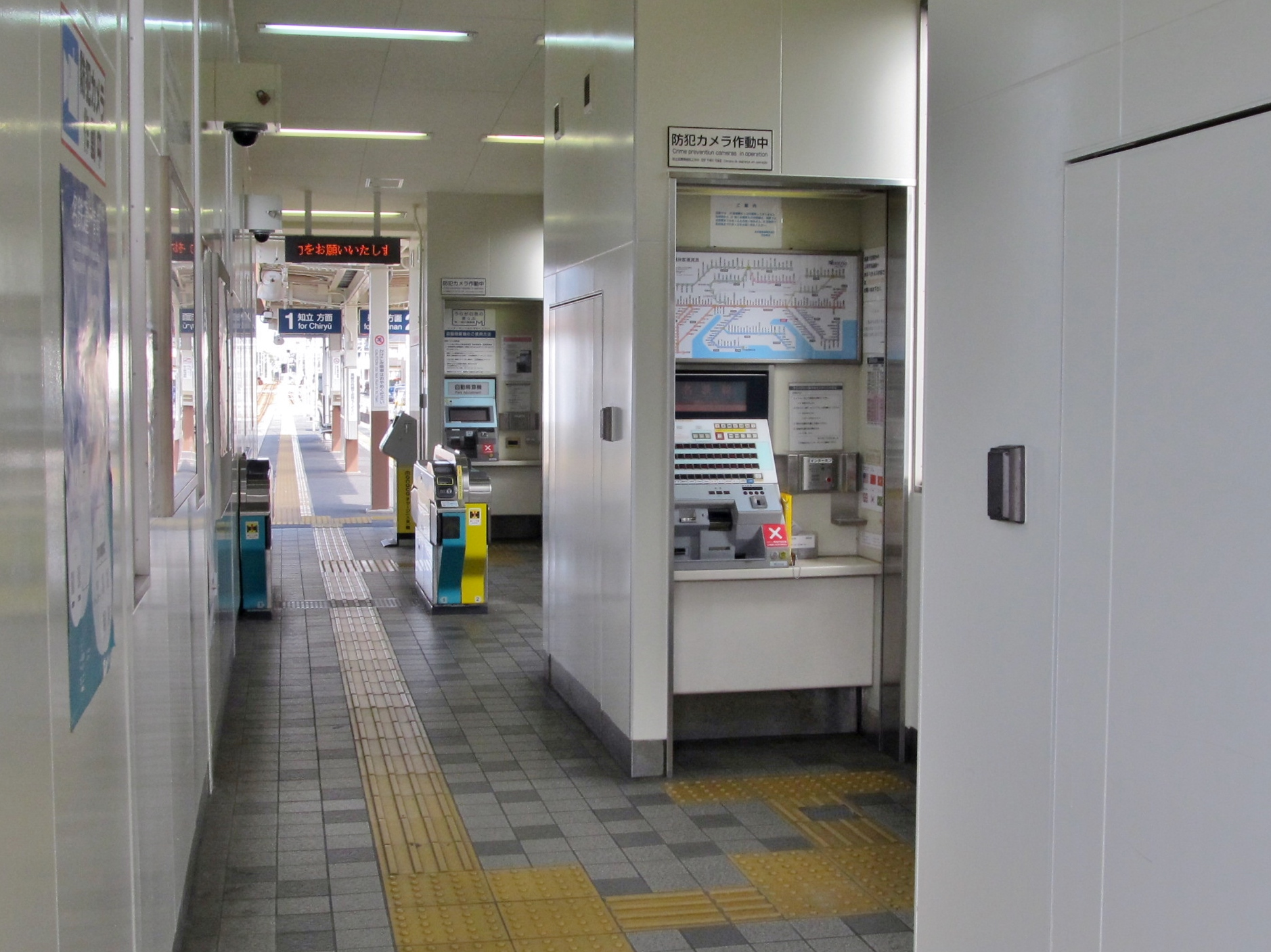
驗票口(2019年11月)
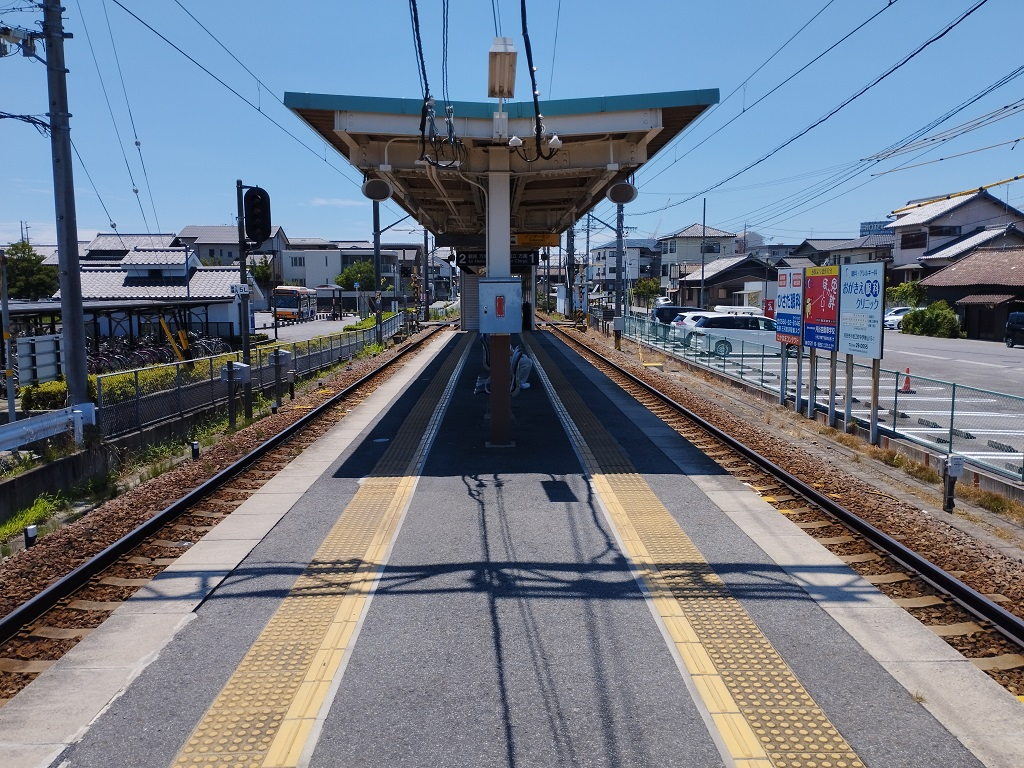
月台(2022年7月)
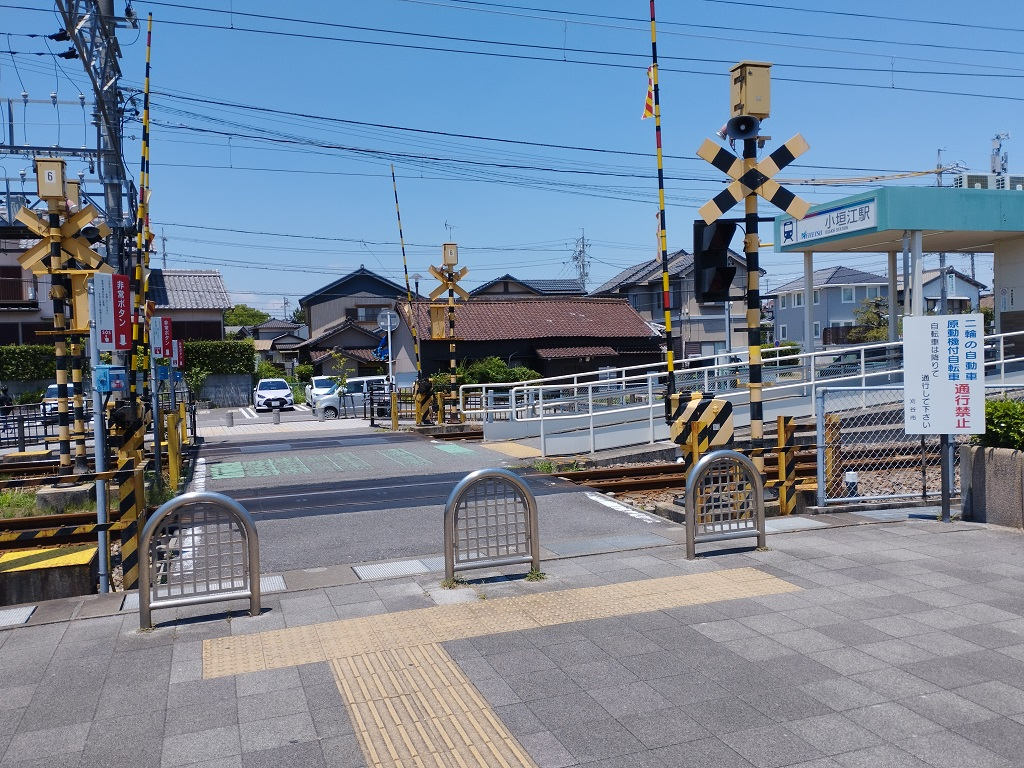
平交道(2022年7月)
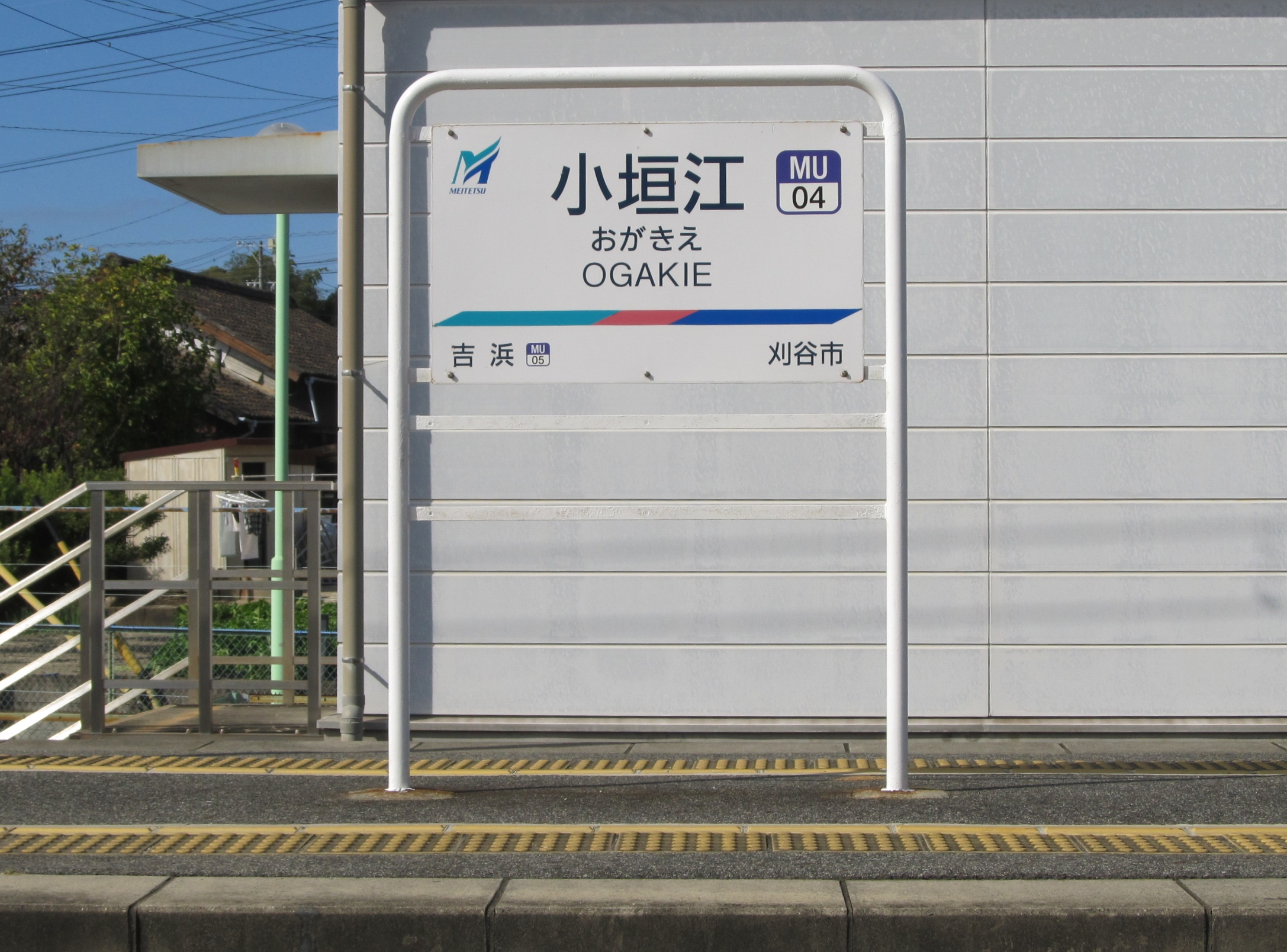
站名牌(2019年11月)

### 配線圖
| ← 刈谷、 知立方向                          | 小垣江站 站內配線略圖 | → 三河高濱、 碧南方向 |
| 图例 参考文献： 知立方向至前川橋梁前為雙線 |                       |                       |

## 使用狀況
- 在中提及在2013年度，當時1日平均上下車人次為3,160人，為名鐵所有車站（275站）排名第136，三河線（23站）中排名第13[8]。
- 在中提及在1992年度，當時1日平均上下車人次為3,160人，為除岐阜市內線均一車費區間內各站（岐阜市內線、田神線、美濃町線徹明町站至琴塚站之間）外名鐵所有車站（342站）中排名第165，三河線（38站）排名第18[9]。
- 在刈谷市統計資料中，2007年度1日平均上下車人次為2,383人，以下為近年的1日平均上下車人次，括號內為使用了定期票的1日平均上下車人次
  - 2003年度…1,860（1,378）
  - 2004年度…1,969（1,457）
  - 2005年度…2,106（1,501）
  - 2006年度…2,293（1,575）
  - 2007年度…2,383（1,600）

## 車站周邊
- 小垣江小學
- 小垣江幼稚園
- 刈谷駕駛學校（日语：刈谷自動車学校）
- 依佐美花卉園（日语：フローラルガーデンよさみ）

## 巴士路線
- 刈谷市公共設施連絡巴士（日语：刈谷市公共施設連絡バス）

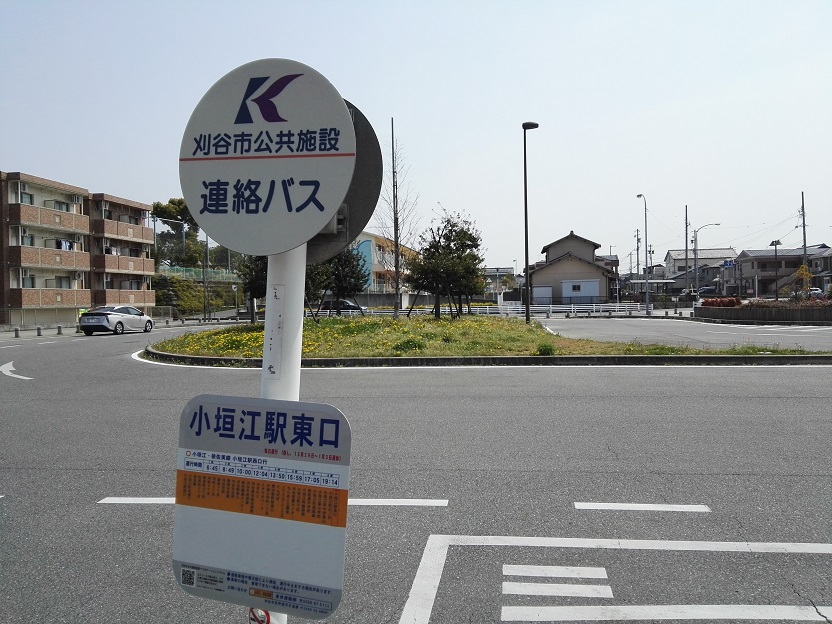
巴士站與站前迴旋路

## 相鄰車站
名古屋鐵道
 三河線（海線）
刈谷市（MU03）－小垣江（MU04）－吉濱（MU05）

### 來源
1. 1 2 3 4 5 6 7 8 9  新實守. . 新實守. 2015: 124.
2. ↑  SF カードシステム「トランパス」導入路線図 （页面存档备份，存于） - 名古屋鐵道，2005年8月19日
3. ↑  清水武. . 鐵道畫刊 (電氣車研究會). 1971-01, 246: 64.
4. ↑  太田貴之. . 鐵道畫刊 (電氣車研究會). 2009-03, 816: 38.
5. ↑  三河線 路線・駅情報 - 電車のご利用案内 （页面存档备份，存于），2019年4月2日參閲
6. 1 2  駅時刻表：名古屋鉄道・名鉄バス （页面存档备份，存于）、2018年2月24日閲覧
7. ↑  電氣車研究會，『鐵道畫刊』通卷第816號 2009年3月 臨時特刊號 「特集 - 名古屋鉄道」，卷末收錄「名古屋鐵道 配線略圖」
8. ↑  名鐵120年史編纂委員會事務局（編）. . 名古屋鐵道. 2014: 160–162.
9. ↑  名古屋鐵道廣報宣傳部（編）. . 名古屋鐵道. 1994: 651–653.

## 外部連結
- 小垣江 - 名古屋鐵道